# 멀리사 리버스
멀리사 리버스(Melissa Rivers, 1968년 1월 20일 ~ )는 미국의 배우, 사회자이다.

## 출연 작품

### 영화
- 맨 인 화이트 (1998, National Lampoon's Men in White)
- Out for Blood (2004)
- 대통령의 딸 (2004)
- 제니퍼 러브 휴잇의 컨페션 (2005, Confessions of a Sociopathic Social Climber)
- Joan Rivers: A Piece of Work (2010) - 다큐멘터리
- 조이 (2015)

### 텔레비전
- 더 볼드 앤 더 뷰티풀 (2009)
- 어프렌티스 (2009-15) - 진행 및 제작
- Joan & Melissa: Joan Knows Best? (2011-13)